# Centre régional d'information des Nations unies pour l'Europe occidentale
UNRIC
Le Centre régional d'information des Nations unies pour l'Europe occidentale (en anglais : United Nations Regional Information Centre for Western Europe, UNRIC) est un organe des Nations unies créé en 2004 dont la mission est de fournir des informations et de diffuser le message des Nations unies.
Situé à Bruxelles en Belgique, l'UNRIC couvre la région de l’Europe de l’Ouest et plus précisément les pays suivants : Andorre, la Belgique, Chypre, le Danemark, la Finlande, la France, l'Allemagne, la Grèce, le Vatican, l'Islande, l'Irlande, l'Italie, le Luxembourg, Malte, Monaco, les Pays-Bas, la Norvège, le Portugal, Saint Marin, la Suède, le Royaume-Uni et l'Espagne.

## Missions
L'UNRIC — l'un des 63 centres d’information (en) (UNIC) du Département de la communication globale des Nations unies (en) — fournit des informations relatives aux Nations unies tels que des rapports et des documents, des kits de presse, des affiches, des fiches techniques et des brochures. Les documents et publications des Nations unies sont disponibles en anglais, français et espagnol, mais d’autres supports existent également dans d’autres langues européennes. L'UNRIC coopère également avec les institutions de l’Union européenne dans le domaine de l’information.
Le site internet de l’UNRIC est accessible dans les 13 langues de l’Europe Occidentale: le danois, l’anglais, le français, le finnois, l’allemand, le grec, l’islandais, l’italien, le flamand / néerlandais, le norvégien, le portugais, le suédois et l’espagnol. Chaque version présente les informations de base des Nations unies, ses structures, ses objectifs, ses documents principaux, ses agences affiliées, les offres de stage/d’emploi, et les principaux domaines d’études. Le site donne également des informations sur les évènements récents les plus importants, sur les activités et commémorations du Centre ou encore sur les programmes de l’UNRIC et les différentes agences des Nations unies présentes dans la région.
L'UNRIC possède également une Bibliothèque de référence qui est ouverte au public uniquement pour des consultations sur place. Elle offre une collection de documents et de publications en anglais, français et espagnol, ainsi que des produits d’information dans les autres langues d’Europe occidentale,.
L’UNRIC organise des campagnes et des projets d’informations en association avec des partenaires clefs tels que les gouvernements, les médias, les ONG, les institutions éducatives et les autorités locales.

## Campagnes et projets
- CoolPlanet2009[4] est la campagne de l’ONU sur le changement climatique dont le but était, dans un premier temps, de favoriser l’intérêt et l’engagement général contre le changement climatique, et dans un second temps, de mobiliser les citoyens pour soutenir le nouvel accord de Copenhague en décembre 2009. Cette campagne reposait notamment sur un site web lancé le 26 février 2006 par le premier ministre Islandais Jóhanna Sigurðardóttir au nom des Premiers Ministres des cinq pays nordiques lors du Forum nordique annuel sur la mondialisation qui s'est tenue au Lagon bleu en Islande.

Ce programme a rassemblé de nombreux « Cool-Friends » (Cool-Amis) et partenaires tels que l'association Good Planet de Yann Arthus-Bertrand, le groupe de rock islandais Sigur Rós, l’ONG Náttúra de Björk, et les trois présidentes de « En route pour Copenhague » : Margot Wallström, vice-Présidente de la Commission européenne, Gro Harlem Brundtland, envoyée spéciale de l’ONU sur les questions de changement climatique et Mary Robinson, ancienne Présidente de l’Irlande.
- « Scellons l’accord! » : Cette campagne a été lancée par les Nations unies le 5 juin 2009 lors de la Journée mondiale de l'environnement afin d’encourager les gouvernements à signer un accord sur le climat lors de la Conférence de Copenhague de 2009 sur le climat[5].
- L'éducation aux droits de l'homme est une campagne de l’UNRIC qui a débuté en 2009 afin de célébrer l’année internationale pour l’éducation dans le domaine des droits de l'homme. La campagne sur internet est un forum d’idées pour les enseignants et les étudiants où ils peuvent avoir accès et télécharger des documents en la matière, échanger leurs expériences sur l’enseignement et l’étude des droits de l’homme, ou encore trouver des liens, des partenaires et des contacts ainsi qu’une large variété d’autres informations concrètes et utiles[6].
- Cartooning for Peace (Dessins pour la paix) : Cette campagne a été conçue, à la suite de l'affaire des caricatures du Prophète Mahomet et par l’exposition controversée de dessins sur l’Holocauste en Iran, par le caricaturiste français Plantu le 16 octobre 2006 au siège des Nations unies à New York. Douze des plus célèbres dessinateurs de presse du monde entier ont participé également ce jour-là à une conférence pour contribuer au « désapprentissage de l’intolérance »[7]
- Forum de politique de développement : Il s'agot d'un partenariat entre le think-tank bruxellois ‘Friends of Europe – Les Amis de l’Europe’, l’Agence Française de Développement (AFD), les Nations unies, la Banque Mondiale et le Ministère britannique pour le Développement International (DFID), avec le soutien de la fondation Friedrich Ebert, le Fonds Monétaire International (FMI) et en association avec la Direction Générale pour le Développement et les Relations avec les pays ACP de la Commission européenne. Le but de ce partenariat est de sensibiliser aux questions de développement, de promouvoir le débat sur des questions de politique, d’économie et de société particulières et interconnectées, ainsi que de réunir les autorités politiques, les membres nationaux, internationaux et européens des organisations liées au développement, les chroniqueurs et représentants du monde des affaires pour discuter et débattre des questions de développement.
- CINE-ONU : il s'agit d'un événement organisé régulièrement par l’UNRIC (en général une fois par mois). Il est ouvert au public et est une des initiatives les plus réussies de l’UNRIC à Bruxelles. CINE-ONU comprend la projection d'un film qui a trait à une question spécifique de l'ONU et est suivi d'un débat avec des conférenciers de renom - en relation avec le film, le thème abordé, ou les deux. CINE-ONU est souvent organisé afin de sensibiliser les personnes autour d’une Journée internationale des Nations unies et à ses enjeux (par exemple, la Journée internationale pour l'élimination de la violence à l'égard des femmes). Le but de CINE-ONU est de sensibiliser et de susciter le débat sur des questions spécifiques de l'ONU. En outre, il offre souvent la possibilité à ses participants de voir les avant-premières de documentaires très acclamés et de poser des questions aux représentants des Nations unies ou à d'autres personnalités.

## Magazine
Le magazine de l’UNRIC fournit une vue d’ensemble des évènements liés aux Nations unies qui se déroulent en Europe de l’Ouest (activités de l’UNRIC). Il contient également des opinions rédigées par des hauts fonctionnaires des Nations unies, l’interview du mois, des informations générales sur les principales initiatives des Nations unies les plus récentes, un article d’un des membres de l’UNRIC, les nouvelles nominations et les lancements de rapports. Une nouvelle édition du magazine paraît tous les mois.

## Célébrations et journées mondiales de l’ONU
| 27 janvier                    | Journée internationale dédiée à la mémoire des victimes de l'Holocauste                                              |
| 4 février                     | Journée mondiale contre le cancer (OMS)                                                                              |
| 20 février                    | Journée mondiale de la justice sociale                                                                               |
| 21 février                    | Journée internationale de la langue maternelle                                                                       |
| 8 mars                        | Journée internationale des femmes                                                                                    |
| 21 mars                       | Journée internationale pour l'élimination de la discrimination raciale Journée mondiale de la poésie (UNESCO)        |
| 22 mars                       | Journée mondiale de l'eau                                                                                            |
| 23 mars                       | Journée mondiale de la météorologie                                                                                  |
| 24 March                      | Journée mondiale de la lutte contre la tuberculose (OMS)                                                             |
| 25 mars                       | Journée internationale du souvenir aux victimes de l'esclavage et de la traite transatlantique                       |
| 2 avril                       | Journée mondiale de sensibilisation à l’autisme                                                                      |
| 4 avril                       | Journée internationale pour la sensibilisation aux mines et l'assistance à la lutte antimines                        |
| 7 avril                       | Journée mondiale de la santé                                                                                         |
| 22 avril                      | Journée internationale de la Terre nourricière                                                                       |
| 23 avril                      | Journée mondiale du livre et du droit d'auteur                                                                       |
| 25 avril                      | Journée mondiale du paludisme (OMS)                                                                                  |
| 26 avril                      | Journée mondiale de la propriété intellectuelle (OMPI)                                                               |
| 28 avril                      | Journée mondiale sur la sécurité et la santé au travail (OIT)                                                        |
| 3 mai                         | Journée mondiale de la liberté de la presse                                                                          |
| 8-9 mai                       | Journée du souvenir et de la réconciliation en l'honneur des morts de la Seconde Guerre mondiale                     |
| 9-10 mai                      | Journée mondiale des oiseaux migrateurs (PNUE)                                                                       |
| 15 mai                        | Journée internationale des familles                                                                                  |
| 17 mai                        | Journée mondiale des télécommunications et de la société de l'information                                            |
| 21 mai                        | Journée mondiale de la diversité culturelle pour le dialogue et le développement                                     |
| 22 mai                        | Journée internationale de la diversité biologique                                                                    |
| 29 mai                        | Journée internationale des Casques bleus des Nations unies                                                           |
| 31 mai                        | Journée mondiale sans tabac                                                                                          |
| 4 juin                        | Journée internationale des enfants victimes innocentes de l'agression                                                |
| 5 juin                        | Journée mondiale de l'environnement                                                                                  |
| 8 juin                        | Journée mondiale de l'océan                                                                                          |
| 12 juin                       | Journée mondiale contre le travail des enfants                                                                       |
| 14 juin                       | Journée mondiale du don du sang                                                                                      |
| 17 juin                       | Journée mondiale de la lutte contre la désertification et la sécheresse                                              |
| 20 juin                       | Journée mondiale des réfugiés                                                                                        |
| 23 juin                       | Journée des Nations unies pour la fonction publique                                                                  |
| 26 juin                       | Journée internationale contre l'abus et le trafic de drogues                                                         |
| 26 juin                       | Journée internationale des Nations unies pour le soutien aux victimes de la torture                                  |
| premier samedi                | Journée internationale des coopératives                                                                              |
| 11 juillet                    | Journée mondiale de la population                                                                                    |
| 18 juillet                    | Journée internationale de Nelson Mandela                                                                             |
| 9 août                        | Journée internationale des peuples autochtones                                                                       |
| 12 août                       | Journée internationale de la jeunesse                                                                                |
| 19 août                       | Journée mondiale humanitaire                                                                                         |
| 23 août                       | Journée internationale du souvenir de la traite négrière et de son abolition                                         |
| 8 septembre                   | Journée internationale de l'alphabétisation                                                                          |
| 10 septembre                  | Journée mondiale de prévention du suicide (OMS)                                                                      |
| 15 septembre                  | Journée internationale de la démocratie                                                                              |
| 16 septembre r                | Journée internationale de la protection de la couche d'ozone                                                         |
| 21 septembre                  | Journée internationale de la paix                                                                                    |
| 27 septembre                  | Journée mondiale du tourisme (OIT)                                                                                   |
| 28 septembre                  | Journée mondiale de la rage (OMS)                                                                                    |
| 28 septembre                  | Journée mondiale du cœur (OMS)                                                                                       |
| Dernière semaine de septembre | Journée maritime mondiale                                                                                            |
| Premier lundi d'octobre       | Journée mondiale de l'habitat                                                                                        |
| 1er octobre                   | Journée internationale des personnes âgées                                                                           |
| 2 octobre                     | Journée internationale de la non-violence                                                                            |
| 5 octobre                     | Journée mondiale des enseignants                                                                                     |
| Deuxième mercredi d'octobre   | Journée internationale de prévention des catastrophes naturelles                                                     |
| Deuxième jeudi d'octobre      | Journée mondiale de la vue (OMS)                                                                                     |
| 9 octobre                     | Journée mondiale de la poste                                                                                         |
| 10 octobre                    | Journée mondiale de la santé mentale                                                                                 |
| 15 octobre                    | Journée internationale des femmes rurales                                                                            |
| 16 octobre                    | Journée mondiale de l'alimentation                                                                                   |
| 17 octobre                    | Journée internationale pour l'élimination de la pauvreté                                                             |
| 24 octobre                    | Journée des Nations unies                                                                                            |
| 24 octobre                    | Journée mondiale d'information sur le développement                                                                  |
| 27 octobre                    | Journée mondiale du patrimoine audiovisuel (UNESCO)                                                                  |
| 6 novembre                    | Journée internationale pour la prévention de l'exploitation de l'environnement en temps de guerre et de conflit armé |
| 10 novembre                   | Journée mondiale de la science au service de la paix et du développement (UNESCO)                                    |
| 14 novembre                   | Journée mondiale du diabète                                                                                          |
| troisième jeudi               | Journée mondiale de la philosophie (UNESCO)                                                                          |
| troisième dimanche            | Journée mondiale du souvenir des victimes des accidents de la route                                                  |
| 16 novembre                   | Journée internationale de la tolérance                                                                               |
| 19 novembre                   | Journée mondiale de la bronchopneumopathie chronique obstructive (OMS)                                               |
| 20 novembre                   | Journée universelle de l’enfant                                                                                      |
| 20 novembre                   | Journée de l'industrialisation de l'Afrique                                                                          |
| 21 novembre                   | Journée mondiale de la télévision                                                                                    |
| 25 novembre                   | Journée internationale pour l'élimination de la violence à l'égard des femmes                                        |
| 29 novembre                   | Journée internationale de solidarité avec le peuple palestinien                                                      |
| 1er décembre                  | Journée mondiale de la lutte contre le sida                                                                          |
| 2 décembre                    | Journée internationale pour l'abolition de l'esclavage                                                               |
| 3 décembre                    | Journée internationale des personnes handicapées                                                                     |
| 5 décembre                    | Journée internationale des volontaires pour le développement économique et social                                    |
| 7 décembre                    | Journée de l'aviation civile internationale                                                                          |
| 9 décembre                    | Journée internationale de la lutte contre la corruption                                                              |
| 10 décembre                   | Journée des droits de l'homme                                                                                        |
| 11 décembre                   | Journée internationale de la montagne                                                                                |
| 18 décembre                   | Journée internationale des migrants                                                                                  |
| 19 décembre                   | Journée des Nations unies pour la coopération Sud-Sud                                                                |
| 20 décembre                   | Journée internationale de la solidarité humaine                                                                      |